# Libois-Bucht
Die Libois-Bucht (französisch Baie Libois) ist eine kleine Bucht auf der Westseite der Cholet-Insel im Wilhelm-Archipel vor der Westküste der Antarktischen Halbinsel. Sie liegt zwischen dem Rozo Point, dem nordwestlichen Ende der Cholet-Insel, und dem Paumelle Point, dem nordwestlichen Ende der Booth-Insel.
Teilnehmer der Vierten Französischen Antarktisexpedition (1903–1905) kartierten die Bucht als Erste. Der Expeditionsleiter und Polarforscher Jean-Baptiste Charcot benannte sie nach F. Libois, zweiter Mechaniker und Zimmermann des Forschungsschiffs Français.